# Markus Karl
Markus Karl (* 14. Februar 1986 in Vilsbiburg) ist ein deutscher Fußballspieler. 

## Karriere

### Vereine
Karl begann im Alter von fünf Jahren das Fußballspielen in der Jugend des TSV Vilsbiburg und wechselte 2003 zur SpVgg Greuther Fürth, bei der er 2004/05 zu einem Kurzeinsatz in der 2. Bundesliga kam. Im Sommer 2005 wechselte er weiter zum Hamburger SV, bei dem er einen bis 2008 laufenden Vertrag unterschrieb. Für die Hanseaten spielte er viermal im UI-Cup und im Regionalligateam. In der Bundesliga brachte er es auf 13 Minuten Einsatzzeit in drei Spielen der Saison 2005/06 und neun Minuten in zwei Spielen der Hinrunde 2006/07.
Karl ging in der Winterpause 2006/07 zurück zur SpVgg Greuther Fürth. In der Winterpause der Saison 2007/08 wurde er für ein halbes Jahr an den Regionalligisten FC Ingolstadt ausgeliehen. Dort spielte er die gesamte Rückrunde und stieg in die 2. Bundesliga auf. Er wurde vom FC Ingolstadt übernommen und absolvierte dort bis 2011 insgesamt 15 Regionalliga-, 27 Drittliga- und 54 Zweitligaspiele.
Ab der Saison 2011/12 spielte Karl für den 1. FC Union Berlin. Er erhielt dort einen bis 2013 laufenden Vertrag. In seiner Debütsaison für die Berliner bestritt er 33 der möglichen 34 Saisonspiele.
Ende Januar 2013 wechselte Karl zum Ligakonkurrenten 1. FC Kaiserslautern, bei dem er einen Vertrag mit einer Laufzeit bis Ende Juni 2016 unterschrieb. Er debütierte am 20. Spieltag beim 1:0-Auswärtssieg gegen den TSV 1860 München in der Startaufstellung. Sein erstes Tor für die Lautrer erzielte er am 8. Februar 2013 beim 3:0-Heimsieg gegen Dynamo Dresden, es war der Treffer zum 1:0.
Zum Saisonende 2015/16 wurde sein Vertrag beim 1. FC Kaiserslautern nicht verlängert. Karl unterschrieb daraufhin beim SV Sandhausen einen Zweijahresvertrag, der sich per Option bis 2019 verlängerte.
Nach dem Auslaufen seines Vertrages beim SV Sandhausen beendete Markus Karl seine Profikarriere. Seit Juni 2021 wirkt er beim SV Alsenborn als "spielender Co-Trainer".

### Nationalmannschaft
Für DFB-Auswahlen wurde er zweimal in der U-18 und einmal in der U-19 eingesetzt.